# Yasmina Laaroussi
Pour les articles homonymes, voir Laroussi.
 (août 2022).
Yasmina Laaroussi (en arabe : ياسمينة لعروسي), née le 15 février 1994, est une footballeuse internationale marocaine qui joue au poste de milieu de terrain à l'Étoile Carouge.

## Biographie
Yasmina Laaroussi voit le jour à Chêne-Bougeries. Elle est d'origine marocaine de par son père.
En parallèle de sa vie sportive, Laaroussi suit des études de psychologie du sport et travaille en tant que psychothérapeute. Elle est titulaire d'un master en psychologie.

### Carrière en club

#### Formation à Bernex
Yasmina Laaroussi commence à jouer au football à partir de l'âge de 11 ans et intègre d'abord l'équipe de Signal Bernex où elle évolue jusqu'à ses 20 ans avant de rejoindre le FF Chênois Genève qui, devient en 2017 la section féminine du Servette FC.

#### FF Chênois puis Servette Chênois (2016-2021)
Yasmina Laaroussi qui évoluait jusqu'ici en deuxième ligue (4e division) rejoint alors le FF Chênois et fait ses premiers pas en Ligue nationale B.  
A l'issue de la saison sportive 2017-2018, autrement dit un an après la fusion du club, elle et son équipe remportent le championnat et parviennent donc à accéder à la Ligue nationale A. 
Après une saison 2018-2019 qui voit Servette finir à la 4e place du championnat, Yasmina remporte avec son club son premier titre de LNA (devenue Super league) au terme de la saison 2020-2021.

#### Avec Yverdon (2021-2022)
Elle rejoint l'Yverdon Sport au cours de l'été 2021. Club avec lequel elle reste une saison à l'issue de laquelle l'équipe parvient à se maintenir en première division en passant par la phase de barrage. 
En août 2022, elle quitte la Suisse pour l'Italie en s'engageant avec le Venise FC qui évolue en Serie C (3e division).

#### Première expérience à l'étranger avec Venise (2022)
Yasmina Laaroussi découvre alors un nouveau championnat à 28 ans. Elle monte par ailleurs d'un cran sur le terrain, passant alors de milieu défensive à offensive.
Le 11 septembre 2022 elle dispute son premier match lors de la 1re journée à la maison contre la Triestina en entrant en jeu à la 35e minute à la place de Govetto.
Elle est alignée pour la première fois dans le onze titulaire le 2 octobre 2022 sur le terrain de la Jesina. Match qu'elle joue dans son intégralité et qui se termine sur un score de parité (1-1).
Bénéficiant de peu de temps de jeu, Yasmina Laaroussi quitte Venezia à la trêve hivernale, n'ayant disputé que 8 matchs dont 3 titularisations seulement.

#### Avec Spezia (2023)
Après une courte expérience à Venise, Yasmina Laaroussi change de club en décembre 2022 pour s'engager avec Spezia Calcio qui évolue également en Serie C.
Elle dispute son premier match le 11 décembre 2022 à l'occasion de la 11e journée de Serie C. Alignée titulaire par son entraîneur Maurizio Ferrarese, son équipe s'incline face à Pro Sesto.
Elle marque son premier but avec la Spezia le 12 février 2023 contre Fiammamonza à l'occasion de la 17e journée de Serie C.
Le 26 avril 2023 elle et son équipe perdent en demi-finale de la Coupe d'Italie Serie C contre son ancienne équipe, Venezia FC (1-0).
Elle contribue à la victoire de Spezia (3-0) le 30 avril 2023 contre Pontedera en ouvrant le score du match.

#### Retour en Suisse à l'Étoile Carouge (2023-)
Après une saison du côte de l'Italie, Yasmina Laaroussi retourne en Suisse en rejoignant le club de l'Étoile Carouge qui évolue en deuxième division (LNB). Elle dispute son premier match sous ses nouvelles couleurs le 26 août 2023 en entrant en jeu contre Yverdon, son ancien club. L'Etoile s'impose dans les dernières minutes (1-0). La journée suivante, elle connaît sa première titularisation, face au FC Schlieren qui voit les Carougeoises s'imposer 2 buts à 1.
Le 30 mars 2024 en déplacement chez le FC Winthertour, Yasmina Laaroussi inscrit un doublé, soit ses premiers buts de la saison (victoire, 1-4). Le week-end qui suit, elle est de nouveau buteuse face au FC Zurich -21 ans (victoire, 2-1).

### Carrière internationale
Yasmina Laaroussi est appelée pour la première fois en équipe du Maroc par Reynald Pedros à l'occasion d'un stage en février 2021.
Mais ce n'est que le 14 juin 2021 qu'elle honore sa première sélection en étant titularisée contre le Mali dans le cadre d'un match amical à Rabat,.

## Statistiques

### En club

#### Statistiques par compétition
| Compétition                 | Matchs | Titu. | Buts | Cartons | Cartons |
| Compétition                 | Matchs | Titu. | Buts | Jau.    | Rou.    |
| --------------------------- | ------ | ----- | ---- | ------- | ------- |
| Super league                | 36     | 26    | 1    | 3       | 0       |
| Ligue nationale B           | 60     | 45    | 7    | 5       | 2       |
| Barrages Super League / LNB | 4      | 4     | 0    | 0       | 0       |
| 2e ligue interrégionale     | 25     | 24    | 6    | 1       | 0       |
| 3e ligue                    | 2      | 0     | 0    | 0       | 0       |
| Coupe de Suisse             | 11     | 10    | 4    | 1       | 0       |
| Serie C                     | 20     | 15    | 2    | 1       | 0       |
| Coupe d'Italie Serie C      | 4      | 4     | 0    | 0       | 0       |
| Total                       | 162    | 145   | 20   | 10      | 2       |

### En sélection
Le tableau suivant liste les rencontres de l'équipe du Maroc auxquelles Yasmina Laaroussi a pris part :

## Palmarès
Servette Chênois
- Championnat de Suisse (1) :
  - Vainqueur : 2021